# Anomalon curvatum
Anomalon curvatum là một loài tò vò trong họ Ichneumonidae.